# Iván Crnojević
Iván Crnojević (en serbio: Иван Црнојевић) fue el señor de Zeta y jefe militar serbio de 1465 a 1490. Tras formar una alianza con la República de Venecia, acaudilló la resistencia serbia contra la expansión del Imperio otomano. Al principio tuvo éxito, pero perdió su reino en 1479. Retomó el poder en 1481 en Žabljak y pronto fundó Cetiña como la nueva capital de su estado.

## Primeros años
Iván pertenecía a la noble familia Crnojević, cuyo linaje se remonta al noble serbio Đuraš Ilijić. Nació como hijo de Esteban Crnojević y Mara Kastrioti, una noble albanesa de la familia Kastrioti y tuvo dos hermanos, Andrija y Božidar. En su juventud, Iván participó en incursiones contra los dominios de Stjepan Vukčić Kosača, duque de San Sava en Hum, y en una ocasión (entre 1442 y 1444) fue capturado. Mientras estuvo como rehén del duque, no en prisión, sino bajo su servicio para garantizar la lealtad de su padre, Esteban Crnojević no pudo actuar de forma independiente ni aliarse completamente con la República de Venecia.
Venecia veía a Esteban Crnojević como un aliado potencial en su guerra contra el Despotado de Serbia, por lo que presionó a Kosača para que liberara a Iván; Esteban estaba dispuesto a hacer cualquier cosa por la liberación de su hijo, por lo que accedió a la condición veneciana de permitirles sofocar una rebelión en Grbalj. Después de que Venecia aplastara brutalmente la rebelión, forzaron a Kosača a liberar a Iván y gastaron ciento veinte ducados en comprarle ropa nueva antes de entregarlo a su padre.

## Reinado

### Señor de Zeta
Al inicio de su gobierno, Iván tenía muy malas relaciones con la República de Venecia, a la que consideraba ocupante de sus ciudades. Como respuesta, los venecianos pusieron precio a su cabeza en 1465. Sin embargo, gracias a las maniobras de Stjepan Vukčić y Skanderbeg, en 1466 se convirtió en duque bajo un acuerdo de pago con la República de Venecia, estableciendo su capital en Žabljak, en el lago Skadar. Su salario era bastante justo: mil doscientos ducados anuales. En 1469, Iván contrajo matrimonio nuevamente con Mara, hija de Stjepan Vukčić.

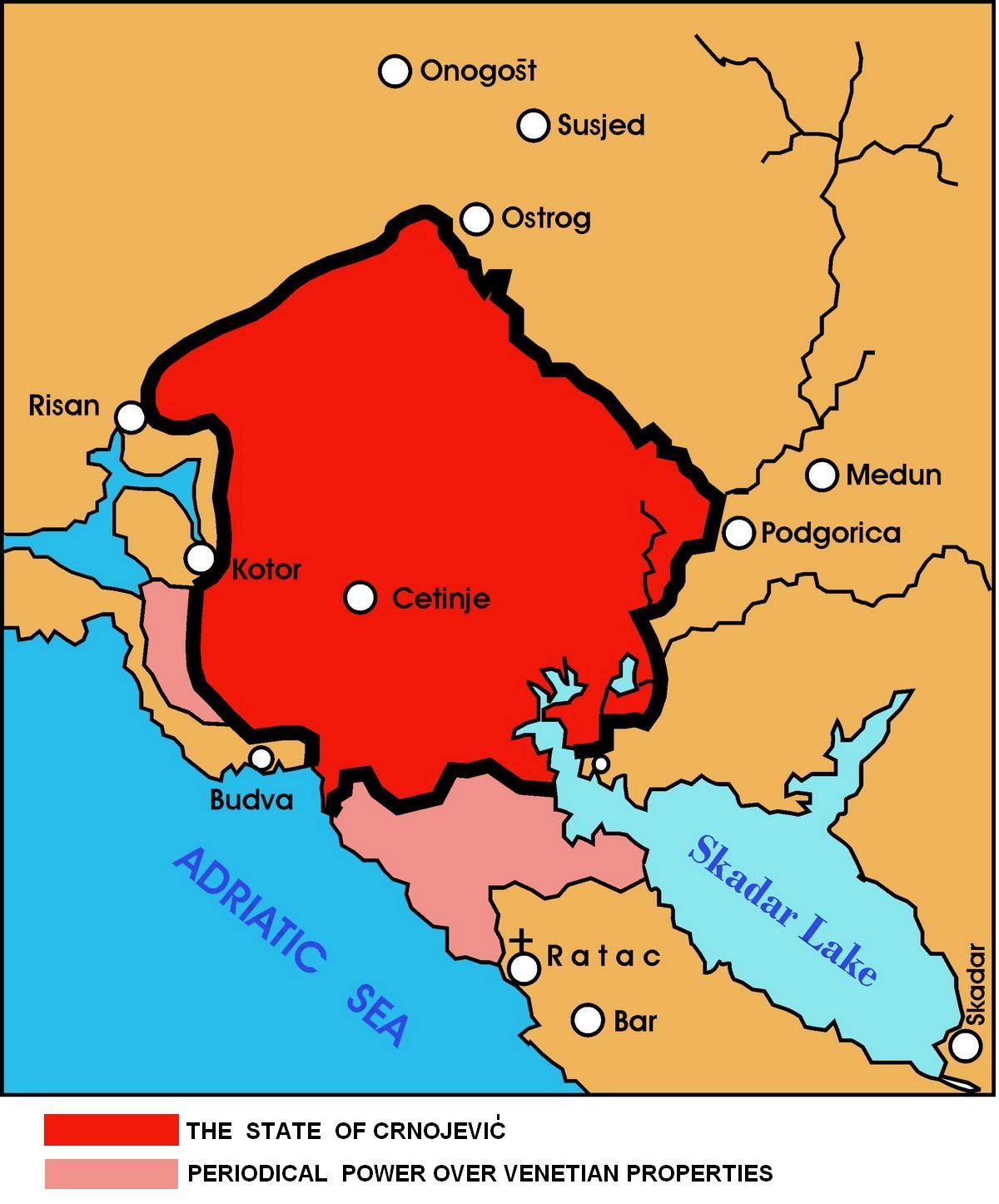
El Estado de Crnojević.

Iván Crnojević luchó para los venecianos en sus guerras contra el Imperio otomano. Como capitán de la Alta Zeta y duque, fue aceptado en la nobleza veneciana en 1473. En 1474, cumplió con sus obligaciones y defendió a Skadar de un ataque otomano. Iván tuvo un papel clave en la defensa, ya que facilitó la comunicación con Kotor y abasteció la ciudad a través de Žabljak o el lago Skadar, enfrentándose simultáneamente a las poderosas fuerzas otomanas.
Transportó hombres y madera desde Kotor a través de las colinas hasta Žabljak, donde construyó fustas (embarcaciones ligeras) que tomaron por sorpresa a los otomanos en el lago Skadar. Durante todo el verano de 1474, Iván participó en acciones militares, controlando el lago con tres fustas y 15 barcos pequeños. Esto fue crucial, ya que la flota veneciana (compuesta por 34 barcos grandes y aproximadamente 100 más pequeños) no podía avanzar más allá de Sveti Srđ.
En reconocimiento por su ayuda durante el asedio, el Senado veneciano le otorgó numerosos regalos y una bandera de guerra como muestra de aprecio. Después de este éxito, Iván planeó liberar Herzegovina de la ocupación otomana para su cuñado, el duque Vladislav Hercegović. Sin embargo, surgieron conflictos sobre las futuras fronteras entre Zeta y Herzegovina, lo que permitió que el sultán Mehmed II tomara la iniciativa e invadiera Zeta. Con la ayuda del duque Esteban, los turcos tomaron Žabljak en 1478, arrebatándole el trono a Iván.
En 1477, los otomanos capturaron gran parte del territorio de Zeta junto con Žabljak y derrotaron al ejército principal de Iván a finales de 1477 o principios de 1478. Iván se trasladó a Obod, una fortaleza que había reforzado en 1475, y que poco después pasó a llamarse Rijeka Crnojevića, convirtiéndose en la nueva capital de su estado. Los otomanos concentraron entonces sus fuerzas en Skadar, que estaba bajo control veneciano, y la sitiaron en mayo de 1478. Las fuerzas de Iván, con apoyo ragusano, cruzaron el lago y atacaron los campamentos otomanos durante la noche.
Finalmente, Venecia puso fin a la guerra de dieciséis años contra los otomanos mediante un tratado de paz. Como parte del acuerdo, Venecia sacrificó a su aliado Ivan Crnojević, quien no fue incluido en el tratado y tuvo que abandonar Zeta y buscar refugio en Italia.

### Regreso a Zeta

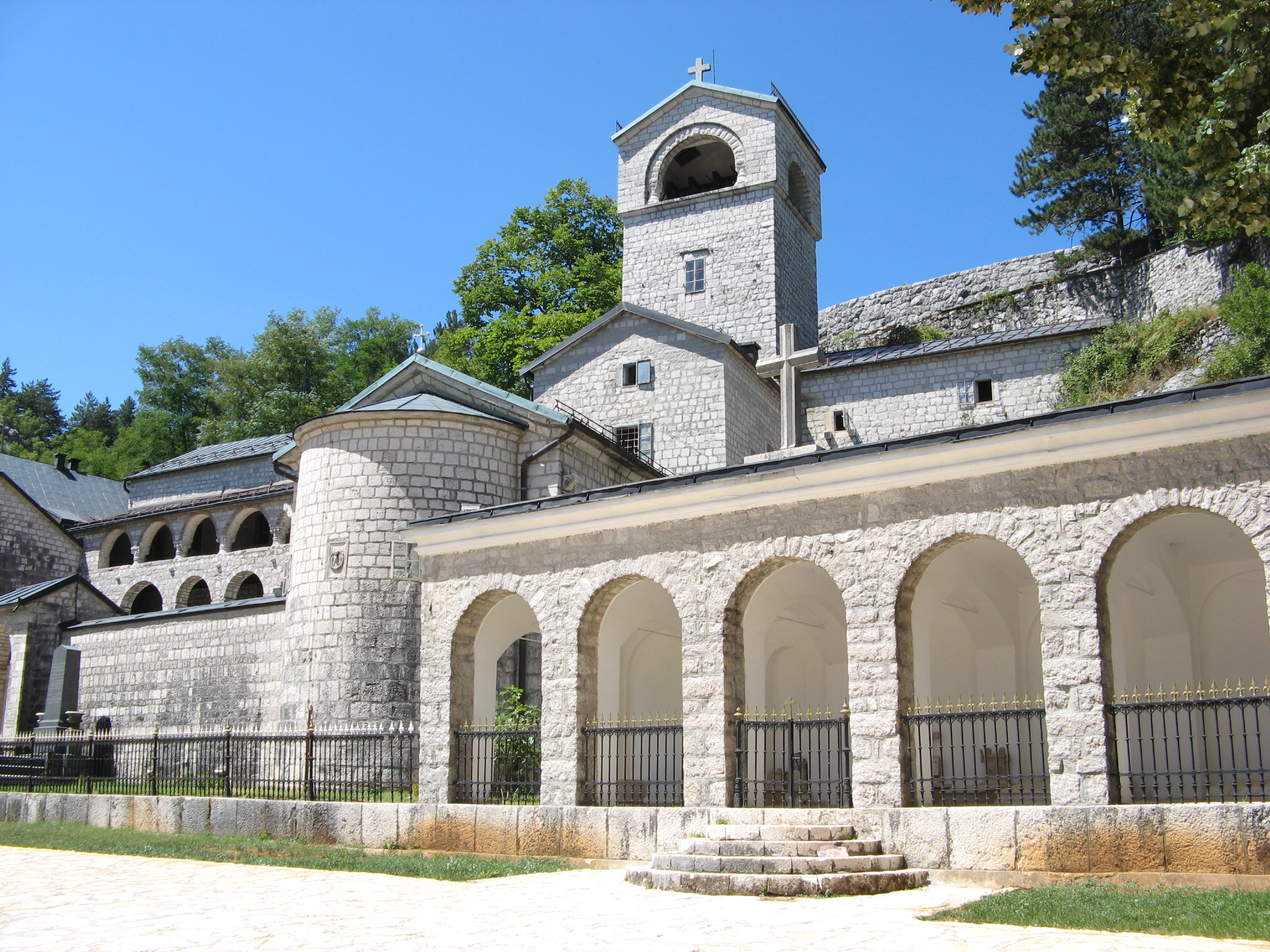
El antiguo monasterio de Cetiña fue fundado por Iván Crnojević.

Después de la muerte del sultán Mehmed II en mayo de 1481, Ivan Crnojević desembarcó cerca de Dubrovnik en junio del mismo año. Aprovechando la guerra civil que estalló entre los hijos de Mehmed, Bayezid II y Cem, logró restaurar el control sobre Zeta y Žabljak con la ayuda del pueblo, que lo recibió con entusiasmo como libertador, y con el apoyo de las fuerzas bajo el mando de Gjon Kastrioti II, hijo de Skanderbeg. El nuevo sultán otomano, Bayezid II, aceptó a Iván como su vasallo. Para garantizar su lealtad, en 1482 Ivan envió a su hijo menor, Staniša, junto con varios de sus amigos, a la corte del sultán.
El centro de su renovado dominio estaba en Obod, sobre el río Crnojević. Deseando preservar la independencia de Zeta frente a los otomanos, ya que no se sentía seguro en los límites y fronteras del territorio, Ivan trasladó su capital más al interior, a un lugar más fácil de defender: el valle de Cetiña, al pie del monte Lovćen. En 1482, mandó construir su corte allí y, en 1484, fundó el monasterio de la Madre de Cristo en Cetiña como una donación personal a la Iglesia ortodoxa serbia, estableciendo así la ciudad de Cetiña. Su corte y el monasterio son los primeros edificios renacentistas registrados en Montenegro. También trasladó la sede de la Metrópolis de Zeta al antiguo monasterio de Cetiña, donde fue enterrado tras su muerte en 1490.

## Legado

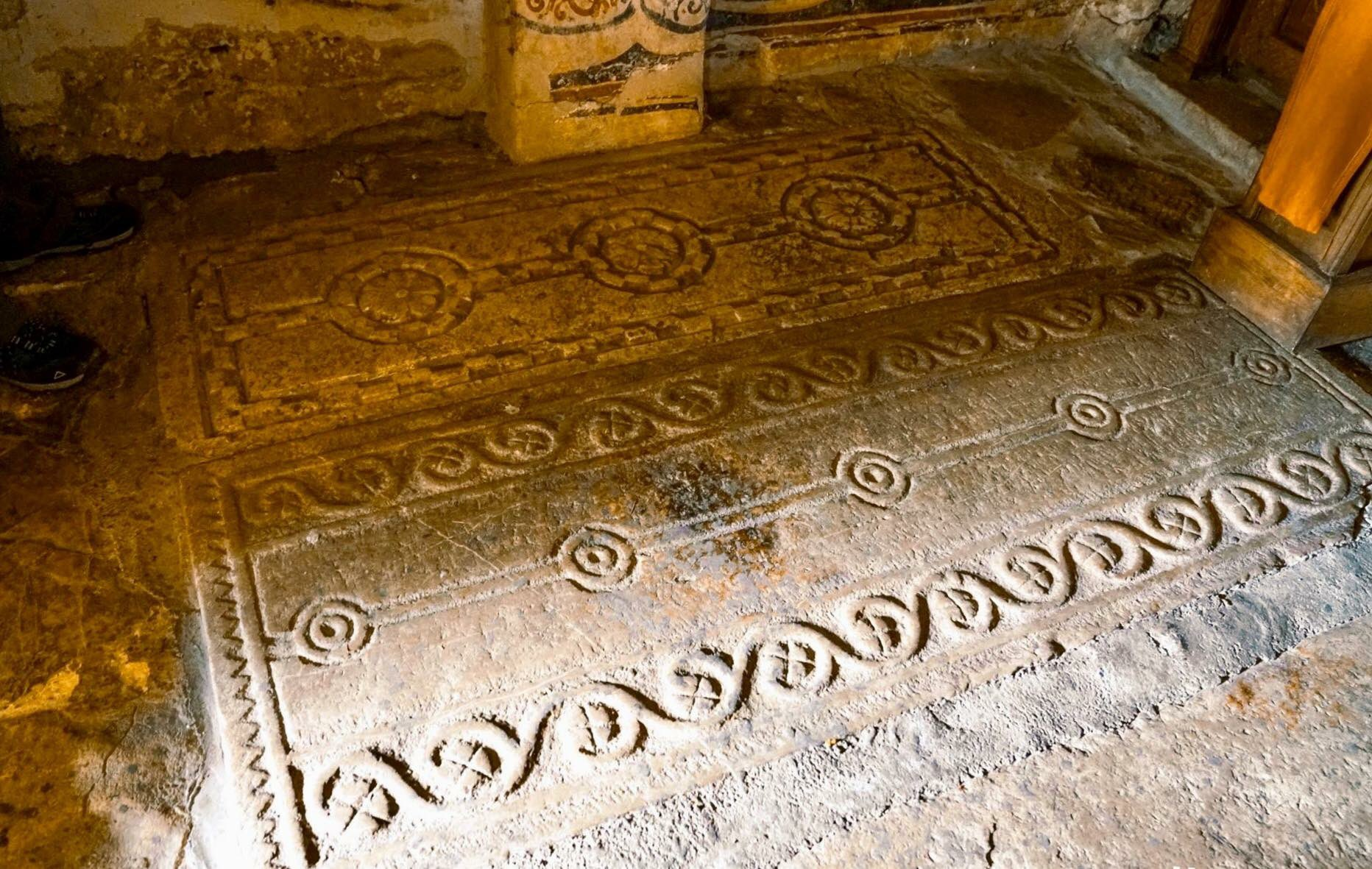
Iván encargó la talla de intrincadas lápidas góticas para sus padres, Mara Kastrioti y Stefan Crnojević, en la Iglesia de la Asunción de la Santa Madre de Dios en el monasterio de Kom.

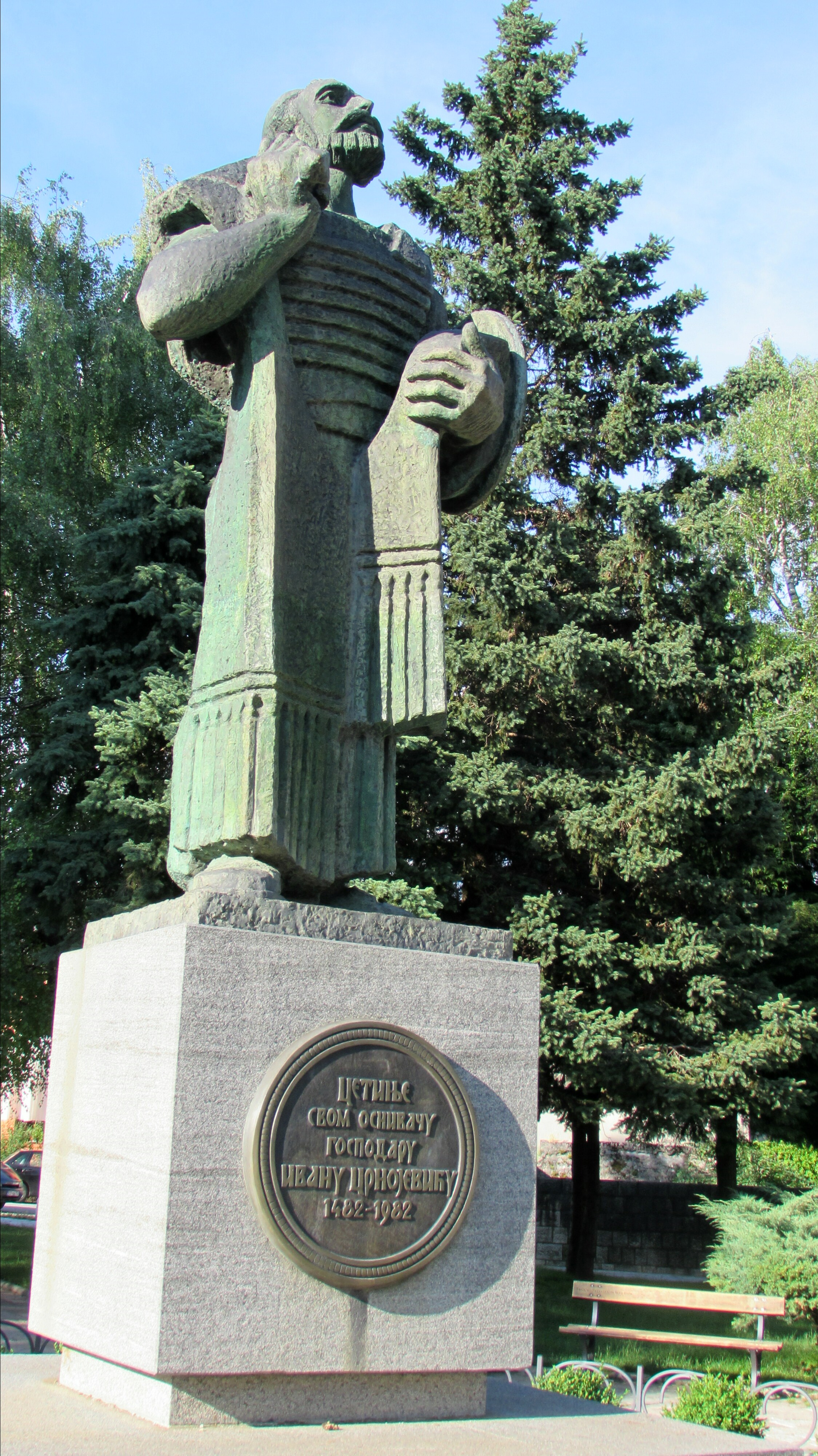
Estatua de Iván en Cetiña.

Iván promulgó una serie de actos legislativos que posteriormente fueron de gran importancia para la historia jurídica y cultural del futuro Montenegro. Fue sucedido por su hijo Đurađ Crnojević, quien desarrolló una de las primeras imprentas cirílicas en los Balcanes. Su hijo menor, Staniša, se convirtió al islam y tomó el nombre de Skanderbeg, por lo que también es conocido como Skenderbeg Crnojević. En 1514, cuando se fundó el Sanjacado de Montenegro, se convirtió en su sanjakbey bajo el dominio otomano.
La última capital de Iván, Cetiña, ciudad fundada por él, se convirtió en la capital del Principado-Obispado de Montenegro a finales del siglo XVII. El monasterio de Cetiña, que existe en la actualidad, fue construido entre 1701 y 1704 en el sitio donde se encontraba la antigua corte de Iván.
En el siglo XIX, el príncipe Nicolás construyó una nueva iglesia en el lugar donde Iván había edificado el monasterio de la Madre de Cristo. Esta iglesia, conocida como la Iglesia de la Corte, pasó por varias reconstrucciones en el siglo XX. Durante una de ellas, se descubrió la tumba de Ivan y sus restos fueron trasladados a una caja fuerte en un banco. Finalmente, en 2010, el gobierno de Montenegro volvió a enterrar los restos de Iván Crnojević en la Iglesia de la Corte, en una ceremonia que se llevó a cabo a puerta cerrada y sin acceso al público.

## Matrimonio y descendencia
Su primer matrimonio fue con Goisava Arianiti, hija del señor albanés Gjergj Arianiti. A través de este matrimonio, también se vinculó con el déspota serbio titular Stefan Branković, quien estaba casado con Angelina de la misma familia. Su segunda esposa fue Mara, hija de Stjepan Vukčić Kosača. Iván tuvo cuatro hijos: tres varones y una mujer. Dos de sus hijos fueron destacados: Đurađ Crnojević y Staniša (conocido como Skenderbeg). Cuando Iván murió en 1490, su hijo Đurađ lo sucedió como señor de Zeta hasta que los otomanos lo obligaron a abandonar el territorio en 1496.